# 列維斯 (加利福尼亞州)
列維斯（英語：Levis）是位於美國加利福尼亞州弗雷斯諾縣的一個非建制地區。該地的面積和人口皆未知。

## 地理
列維斯的座標為36°37′25″N 119°24′23″W / 36.62361°N 119.40639°W，而該地的平均海拔高度為64米（即210英尺）。